# Thyrateles gruenwaldti
Thyrateles gruenwaldti är en stekelart som beskrevs av Heinrich 1980. Thyrateles gruenwaldti ingår i släktet Thyrateles och familjen brokparasitsteklar. Inga underarter finns listade i Catalogue of Life.